# Тыхинский троллейбус
Тыхинский троллейбус — троллейбусная система в городе Тыхы, одна из трёх действующих в Польше (наряду с Люблином и Гдыни). Перевозчик — Tyskie Linie Trolejbusowe Spółka z o.o., владельцем которой является гмина Тыхы.

## История тыхинского троллейбуса
Появление троллейбуса в г. Тыхы связано с неблагоприятной ситуацией на рынке горючего и с проблемами с поставками топлива в 80-е гг. Тогдашний перевозчик (WPK w Katowicach) принял решение снизить долю автобусного транспорта в пользу электрического. Однако из-за дороговизны строительства трамвайных путей было принято решение построить троллейбусную сеть.
- февраль — сентябрь 1982 г. — строительство первой экспериментальной троллейбусной линии;
- 1 октября 1982 г. — запуск маршрута № 1 от Депо ВПК до ул. Красицкого (ныне — ул. Иоанна Павла II);
- 1983 г. — строительство 9 км троллейбусной сети на улицах: Товарова, Пшемыслова, Металёва, Ханки Савицкой, Яськовицка, Сточнёвцув, Харцерска, Бегонии, Будовляных, Сверчевского и Ленина (ныне — ул. Андерса) в районе ж/д вокзала;
- 1984 г. — строительство отрезка длиной 3,6 км к северу от центра города на улицах: Армии Крайовой, Эдукацъи и Будовляных;
- 1985 г. — строительство 5,3 км троллейбусной сети на улицах: Красицкого, Ровецкого и Жваковска, соединение центра города с районом Папроцаны;
- 2002 г. — строительство отрезка длиной 1,2 км по ул. Иоанна Павла II;
- 2012—2013 гг. — благодаря финансированию ЕС была произведена модернизация троллейбусной сети и приобретены низкопольные троллейбусы Solaris;
- 2015 г. — вывод из эксплуатации последних высокопольных троллейбусов марки Jelcz;
- сентябрь 2019 г. — открытие нового маршрута G, на части маршрута отсутствует контактная сеть — троллейбусы проезжают её на аккумуляторах[2].

## Маршруты
До 1992 года работало 4 маршрута (нумерация от 1 до 4). С 1992 года принято буквенное обозначение. В 2020 году в городе Тыхы действует 7 маршрутов:
- A: Ж/д вокзал — ул. Товарова;
- B: Ж/д вокзал — Папроцаны;
- C: Ж/д вокзал — ул. Товарова;
- D: Ж/д вокзал — ул. Товарова;
- E: Сикорского-Виадукт — Сикорского-Виадукт (кольцевой);
- F: Воеводский госпиталь — Воеводский госпиталь (кольцевой);
- G: Сикорского-Виадукт — Сикорского-Виадукт (кольцевой).

## Оплата проезда
Город Тыхы входит в Верхнесилезскую агломерацию, в которой организатором общественного транспорта является ZTM (с польск. — Управление метрополитального транспорта). На территории агломерации действует единая ценовая политика. В 2020 году стоимость поездки по одному городу, входящему в агломерацию, составляла 3,40 злотых, на электронном носителе по бесконтактной карте ŚKUP — 3,00 злотых.

## Троллейбусный парк

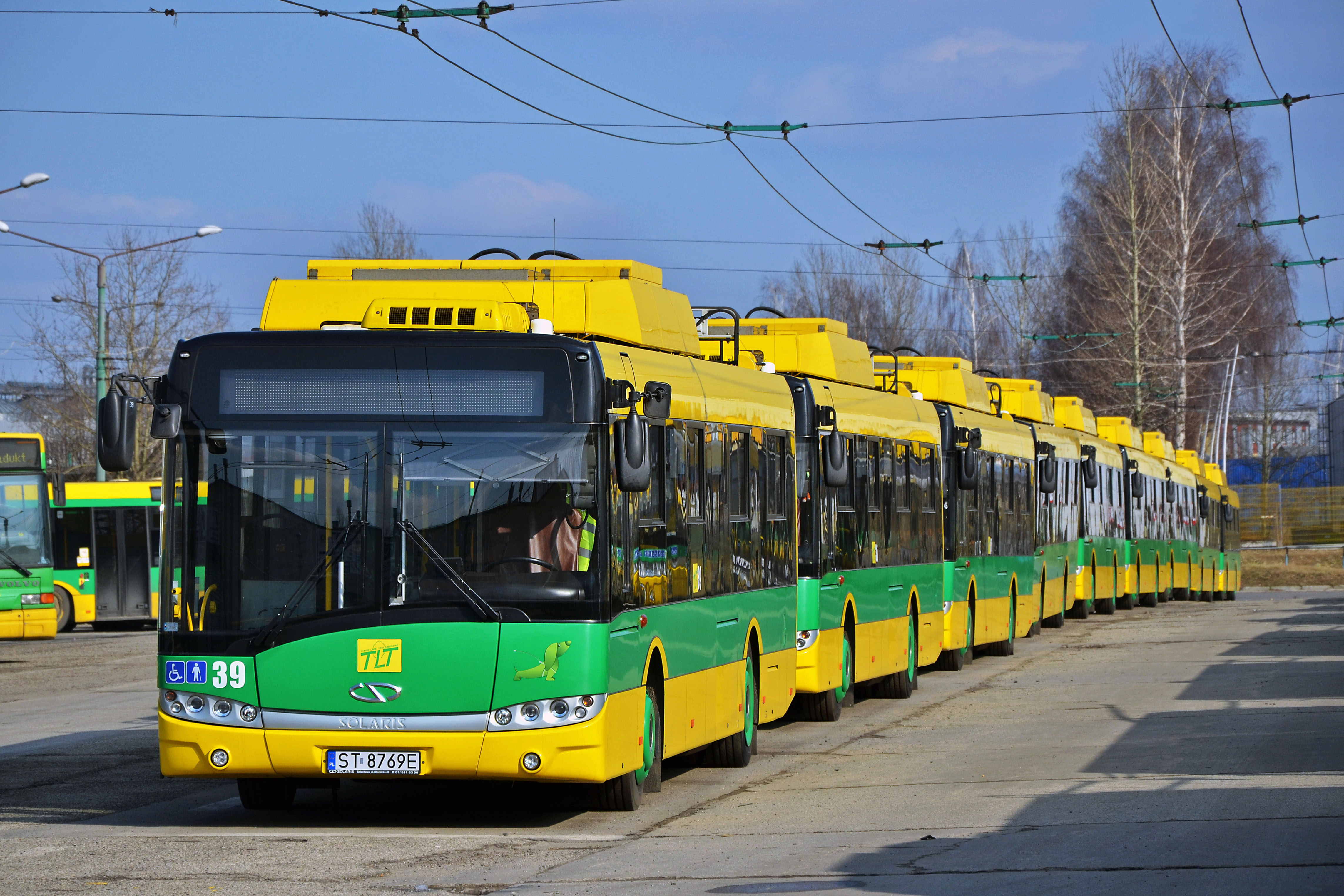
Троллейбусное депо в г. Тыхы

С момента запуска троллейбусов в г. Тыхы сеть обслуживали советские троллейбусы, произведённые на Заводе им. Урицкого. В 1982 было закуплено 12 шт. ЗиУ-9Б и 12 шт. ЗиУ-682УП. С 1990 года начался вывод из эксплуатации советских троллейбусов, их место заняли троллейбусы польского производства. C 2002 года парк постепенно начал заменяться на модели компании Solaris. В 2020 г. 100 % троллейбусного парка составляли различные модификации низкопольных троллейбусов Solaris Trollino:
| Тип                      | Кол-во троллейбусов |
| ------------------------ | ------------------- |
| Solaris Trollino 12DC R  | 3                   |
| Solaris Trollino 12T     | 1                   |
| Solaris Trollino 12AC    | 2                   |
| Solaris Trollino 12MB    | 15                  |
| Solaris Trollino 12 (IV) | 3                   |

Всего троллейбусов в парке: 24.